# Governo de iniciativa presidencial
Governo de iniciativa presidencial é a expressão utilizada no sistema semipresidencial (ou semiparlamentar) português para designar um executivo que não reflete a composição parlamentar que resulta de eleições legislativas e cujo primeiro-ministro não é proposto pelos partidos com assento parlamentar, mas antes resultado apenas de uma escolha isolada do presidente da República Portuguesa, geralmente no caso de não haver uma maioria estável na Assembleia da República ou para desbloquear uma crise política. Durante a vigência da atual Constituição de 1976, foram empossados três governos de iniciativa presidencial por António Ramalho Eanes, entre 1978 e 1979. Foi para os designar que surgiu a expressão.
Apesar de a expressão ter surgido em Portugal e designar uma realidade portuguesa, a mesma pode ser aplicada a outros países com sistemas semipresidencialistas ou parlamentaristas quando o chefe de Estado nomeia como chefe de governo um independente ou alguém que não lhe tenha sido proposto ou não encabece os partidos com representação parlamentar.

## Portugal
No sistema político português, a nomeação do primeiro-ministro cabe inteiramente ao presidente e a Constituição apenas exige que este ouça os partidos representados na Assembleia da República (originalmente, o Conselho da Revolução também era ouvido) e tenha em conta os resultados eleitorais. Além disso, os ministros e secretários de Estado e os eventuais vice-primeiros-ministros e subsecretários de Estado são também nomeados pelo presidente sob proposta do primeiro-ministro, à luz do artigo 187.º da Constituição.
Contudo, a partir da revisão constitucional de 1982, o governo deixou de ser "politicamente responsável" perante o presidente e este perdeu o poder de exonerar livremente o primeiro-ministro, podendo no entanto demitir o governo "quando tal se torne necessário para assegurar o regular funcionamento das instituições democráticas, ouvido o Conselho de Estado", à luz do n.º 2 do artigo 195.º da Constituição, o que só o presidente avalia. Com a alteração, a formação de um governo de iniciativa presidencial é hoje ponderada apenas em casos excecionais, depois de esgotadas todas as outras soluções de base parlamentar exclusiva.
Na atual V República francesa, é comum o presidente nomear primeiros-ministros por sua inteira e exclusiva iniciativa, porque não é raro o presidente da República ser o líder ou a figura de maior relevo interno do partido ou da coligação com maioria parlamentar. Em Portugal, pelo contrário, nunca aconteceu o presidente da República liderar ou ter qualquer cargo de relevo num partido político durante o seu mandato, exceto no caso de Ramalho Eanes, que esteve por trás da criação do Partido Renovador Democrático no final da presidência. O PRD teve representação parlamentar mas nunca teve uma maioria nem governou.
Apesar de constitucionalmente não haver obstáculo formal que impeça o presidente de nomear um governo sem respaldo parlamentar, alguns constitucionalistas consideram que os governos de iniciativa presidencial só seriam possíveis na prática ou só respeitariam a prática constitucional consolidada em circunstâncias excecionais.
Tais situações seriam, por exemplo, a ausência de maioria parlamentar minimamente estável sem possibilidade de eleições no imediato, a contestação ao primeiro-ministro em exercício dentro do seu próprio partido maioritário sem alternativa de liderança, ou quando tal fosse necessário para assegurar o regular funcionamento das instituições até eleições ou enquanto não fosse possível a dissolução do Parlamento, ou quando uma situação de guerra ou afim pedisse um governo de salvação nacional, pois o normal funcionamento do Governo depende da sua tolerância pelo próprio Parlamento. Este pode sempre demitir o Governo e torná-lo em mero governo de gestão ao rejeitar o seu programa, ao aprovar moções de censura ou ao rejeitar moções de confiança e pode fazer cessar os decretos-leis aprovados.

### Lista de governos de iniciativa presidencial
Em Portugal, houve três governos de iniciativa presidencial, todos nomeados pelo presidente Ramalho Eanes, o III, o IV e o V Governos Constitucionais.
Maria de Loures Pintasilgo, chefe do último desses governos, foi a primeira e até agora única mulher a ocupar o cargo de primeira-ministra em Portugal.
| Governo | Primeiro(a)-ministro(a) | Primeiro(a)-ministro(a)      | Início do mandato      | Fim do mandato         | Presidente da República |
| ------- | ----------------------- | ---------------------------- | ---------------------- | ---------------------- | ----------------------- |
| III     |                         | Alfredo Nobre da Costa       | 29 de agosto de 1978   | 22 de novembro de 1978 | António Ramalho Eanes   |
| IV      |                         | Carlos Alberto da Mota Pinto | 22 de novembro de 1978 | 1 de agosto de 1979    | António Ramalho Eanes   |
| V       |                         | Maria de Lourdes Pintasilgo  | 1 de agosto de 1979    | 3 de janeiro de 1980   | António Ramalho Eanes   |

## Outros países

### Grécia
Segundo o artigo 37.º da Constituição grega, se não houver possibilidade de formar um governo com apoio parlamentar, o presidente da República Helénica deve nomear o presidente do Supremo Tribunal Administrativo, o do Supremo Tribunal Civil e Criminal ou o do Tribunal de Contas para chefiar um governo encarregue de organizar as eleições seguintes, apesar de o sistema grego ser parlamentarista.
No atual sistema político grego, a nomeação pelo presidente da República de um juiz de um tribunal superior como primeiro-ministro já aconteceu quatro vezes.
| Primeiro(a)-ministro(a)        | Cargo anterior                                        | Início do mandato     | Fim do mandato         | Presidente da República  |
| ------------------------------ | ----------------------------------------------------- | --------------------- | ---------------------- | ------------------------ |
| Ioannis Grivas                 | Presidente do Supremo Tribunal Civil e Criminal grego | 12 de outubro de 1989 | 23 de novembro de 1989 | Christos Sartzetakis     |
| Panagiotis Pikrammenos         | Presidente do Supremo Tribunal Administrativo grego   | 16 de maio de 2012    | 20 de junho de 2012    | Karolos Papoulias        |
| Vassiliki Thanou-Christophilou | Presidente do Supremo Tribunal Civil e Criminal grego | 27 de agosto de 2015  | 21 de setembro de 2015 | Prokopis Pavlopoulos     |
| Ioannis Sarmas                 | Presidente do Tribunal de Contas grego                | 25 de maio de 2023    | 26 de junho de 2023    | Katerina Sakellaropoulou |

### Itália
No atual sistema constitucional italiano já houve primeiros-ministros nomeados pelo chefe de Estado sem prévia colaboração dos partidos na escolha. Geralmente designam-se governos tecnocráticos (governi tecnici) os governos liderados por Dini e Monti, compostos inteiramente por independentes, e por vezes os de Ciampi e Draghi, compostos em parte por políticos partidários. Estes governos, bem como o de Letta, foram formados em contextos de ausência de maioria parlamentar clara ou de crise política, social e económica. Dois dos governos tecnocráticos sucederam a governos chefiados por Silvio Berlusconi que tinham perdido o apoio parlamentar.
| Primeiro-ministro    | Início do mandato       | Fim do mandato        | Presidente da República |
| -------------------- | ----------------------- | --------------------- | ----------------------- |
| Carlo Azeglio Ciampi | 29 de abril de 1993     | 11 de maio de 1994    | Oscar Luigi Scalfaro    |
| Lamberto Dini        | 17 de janeiro de 1995   | 18 de maio de 1996    | Oscar Luigi Scalfaro    |
| Mario Monti          | 16 de novembro de 2011  | 28 de abril de 2013   | Giorgio Napolitano      |
| Mario Draghi         | 13 de fevereiro de 2021 | 22 de outubro de 2022 | Sergio Mattarella       |